# Station Poznań Wola
Station Poznań Wola is een spoorwegstation in de Poolse plaats Poznań.